# Rasa de Santandreu
La Rasa de Santandreu és un torrent afluent per la dreta del Cardener que fa tot el seu curs pel terme municipal de Lladurs.

## Xarxa hidrogràfica
La xarxa hidrogràfica de la Rasa de Santandreu està integrada per un total de 22 cursos fluvials amb una longitud total de 14.828 metres que transcorren íntegrament pel terme municipal de Lladurs.
El seu vessant dret desguassa la Serra de Juncar i és força més reduït que l'esquerre; té 5 corrents subsidiaris, tots ells de primer nivell de subsidiarietat, el més llarg dels quals té una longitud de 377 m. La longitud de tots cinc suma poc més d'un quilòmetre.
El vessant esquerre, desguassa la Costa Solana i està integrat per 16 cursos fluvials, dels quals 9 són subsidiaris de primer nivell, 5 ho són de 2n nivell i 2 ho són de 3r nivell. El més important de tots ells és la Rasa dels Torrents. La xarxa hidrogràfica d'aquest vessant esquerre suma un total de 8.638 m.

## Mapa del seu curs
- Mapa de l'ICC